# Euscelidia picta
Euscelidia picta är en tvåvingeart som beskrevs av Dikow 2003. Euscelidia picta ingår i släktet Euscelidia och familjen rovflugor.
Artens utbredningsområde är Tanzania. Inga underarter finns listade i Catalogue of Life.